# スポーツに夢中!!ユメスポ
『スポーツに夢中!!ユメスポ』（スポーツにむちゅう ユメスポ）は、2009年4月4日から2010年3月27日までテレビ愛知で放送されたスポーツ情報番組。全50回。放送時間は毎週土曜 9:50 - 10:00 (JST) 。

## 概要
各自の夢に向かって日々練習に励む地元のスポーツ選手たちを、プロ・アマ問わずに特集していた番組である。テレビ愛知が長年放送してきたスポーツ情報番組『どらぐら』の後継番組であるが、この番組は中日ドラゴンズや名古屋グランパスエイトだけでなく、それ以外の競技団体にもスポットを当てていた。
番組は選手たちへのインタビューのほか、司会の荒井千里や高木大介らが様々なスポーツに挑戦する体験リポートVTRも併せて放送していた。番組のラストでは毎回視聴者プレゼントの内容を発表していたが、その内訳はその回で特集した人物のサイン入りボールやスポーツ競技場のペアチケット、スポーツを題材にしたゲームソフトが多かった。

## 出演者
- 荒井千里（当時テレビ愛知アナウンサー） - 司会を担当。体験リポートVTRにも出演。
- 高木大介（テレビ愛知アナウンサー） - 体験リポートVTRのみに出演。